# Gologanu
Gologanu es una comuna ubicada en el distrito de Vrancea, Rumania.

## Superficie
Posee una superficie de 39,81 kilómetros cuadrados.

## Demografía
Hasta 2021 la población era de 2705 habitantes, con una densidad de población de 67,95 habitantes por kilómetro cuadrado.